# Ignacy Wieniawski
Ignacy Wieniawski – generał major wojsk polskich w insurekcji kościuszkowskiej (od 30 maja 1794 roku), komendant Krakowa.
Podobnie jak wielu innych oficerów polskich, w marcu 1794 roku pułkownik Ignacy Wieniawski opuścił Drezno i przybył w Krakowskie. 18 kwietnia mianowany został komendantem Krakowa. 30 maja uzyskał nominację generalską z równoczesnym rozkazem, aby w sytuacji najwyższego zagrożenia miasta nie oddawać Prusakom, lecz gdyby zaistniała taka możliwość, Austriakom. 15 czerwca 1794 roku, w obliczu nadejścia wojsk pruskiego generała Karla Friedricha Elsnera, Wieniawski, który miał pod rozkazami około 3 800 ludzi, lecz tylko 1 500 uzbrojonych, na samą tylko groźbę szturmu poddał miasto i podpisał akt kapitulacji. Za ten czyn 3 lipca 1794 roku został zaocznie zdegradowany i skazany na karę śmierci. Nazajutrz wyrok ten wykonano in effigie w obozie powstańczym pod Pracką Wolą (dziś Wólka Pracka). 